# Río Deseado
Río Deseado är ett vattendrag  i Argentina.   Det ligger i provinsen Santa Cruz, i den södra delen av landet, 1 600 km söder om huvudstaden Buenos Aires.